# Marion Joffle
Marion Joffle, née en mars 1999 à Flers, est une nageuse de l'extrême, première Française à parcourir 1000 mètres en eau glacée. Classée dans le top 10 mondial de la natation en eau froide (0 à 5 degrés), elle est surnommée « Le Pingouin Souriant ». Sa devise est si c'est givré, j'y vais !.

## Biographie

### Jeunesse
Marion Joffle est née à Flers dans l'Orne et a grandi à Lisieux dans le Calvados à partir de l'âge de 6 ans. À 5 ans, elle contracte un sarcome épithélioïde, un cancer des tissus mous. Une tumeur s’est logée dans son majeur droit. Elle est prise en charge au service pédiatrique de l’institut Curie à Paris. Son doigt est amputé, elle entre alors en rémission. En 2007, alors qu'elle est en vacances dans le Sud de la France, elle découvre l'univers aquatique grâce à un énorme toboggan dans lequel elle ne peut aller parce qu'elle ne sait pas encore nager. De retour à Lisieux, elle commence à prendre des leçons pour pouvoir faire du toboggan aquatique. La piscine lui plait énormément et elle participe à ses premières compétitions en 2008. Elle a ainsi un déclic avec l’eau car elle aime s’y sentir portée, ne pas avoir à porter le poids du corps et s’y amuser, mais aussi le côté calme et serein du milieu aquatique. Elle s’inscrit alors comme sociétaire du Neptune club de Lisieux. L’absence de son majeur à la main droite ne la gène pas pour brasser l’eau. Elle a appris à nager sans et ses autres doigts se sont rapprochés naturellement. 
À 12 ans, vivant entre Lisieux et Caen la semaine pour ses entrainements, Marion Joffle découvre la nage en eau libre à Granville dans la Manche, en participant au Tour du Roc sur 1 km. Pas vraiment sereine au début, elle se découvre finalement une nouvelle passion : la nage en liberté. Elle se sent bien dans ce nouveau milieu, hors des murs. C'est Philippe Fort, son entraineur de l'Entente nautique caennaise qui lui a fait connaître l’eau libre ainsi que la nage hivernale (ou « ice swimming », le nom de la discipline au niveau international). Il lui apprend à nager dans les eaux froides. À partir de ce moment, elle augmente les distances en eau libre chaque année jusqu’à arriver en 2016 à 25 km lors des championnats de France d’eau libre où elle termine deuxième. En eau douce comme en pleine mer, la jeune Normande accumule les podiums. À 17 ans, toujours en 2016, elle participe aux 24 Heures de natation de Lausanne en Suisse où elle découvre l’épreuve deux jours avant. Elle nage 60,05 km en vingt heures et trente minutes et décroche le record absolu de la compétition. Cette année là, elle se rend également sur la Presqu'île de Crozon dans le Finistère, pour participer au Tour de Morgat à la nage organisé par les nageurs locaux. Elle réussit à terminer le parcours de 3,7 km, une première féminine.

### Projet de la traversée de la Manche à la nage
Le projet de traverser la Manche à la nage nait en 2017. Le matin du 21 avril 2017 à 10 h, la nageuse lexovienne part de la plage Saint-Jean à Tréboul-Douarnenez, pour une tentative de la traversée à la nage de la baie de Douarnenez vers Morgat dans le cadre d'un entraînement pour la traversée de la Manche. Elle doit cependant abandonner pour la première fois, victime de la froideur de l'eau de la mer d’Iroise estimée à environ 11 °C. 
En effet, au bout de trois heures de nage, elle commence à ne plus sentir ses extrémités, en particulier au niveau des chevilles. Quand son entraîneur du club de Lisieux, Pierre Bailly, lui dit qu'il reste 8 km sur 22, la jeune Normande décide d'abandonner sa tentative. Décision que son entraîneur juge également plus prudente, tout comme sa mère, restée sur le bateau et qui suit sa fille partout dans ses compétitions. D'autant qu'il n'y a là aucun véritable enjeu sportif.

### Compétitions et premiers records
Le 4 janvier 2018 à Veitsbronn en Allemagne, Marion Joffle devient la première Française à parcourir 1.000 m en nage hivernale dans une eau à 1,7 °C lors du Ice Swimming German Open. Elle devient également la plus jeune nageuse du monde à avoir nagé le 1000 mètres, la discipline reine de l’épreuve. Dans ces conditions extrêmes, sa vue a diminué au bout de 800 m. La Normande n’arrive alors plus à fermer la bouche qui est paralysée, et elle boit beaucoup d’eau froide. Elle mettra deux semaines à retrouver les sensations au bout de ses doigts. Au mois de mars suivant, elle fête ses 19 ans aux championnats du monde de Winter swimming à Tallinn en Estonie et rafle deux titres de championne du monde dans les eaux de la mer Baltique. C'est à cette occasion que se révèle sa spécialité : nager dans une eau proche de 0 degré.
Le 1er février 2019 à Vichy, elle devient la première championne de France de nage hivernale avec un record personnel (donc record de France) en prime de 14 minutes et 06 secondes. L'épreuve a lieu dans le bassin découvert du stade aquatique de Vichy Communauté avec une eau à 4,8°C.
À la mi-mars 2019, lors des championnats du monde à Mourmansk dans le nord de la Russie, elle nage dans une eau à seulement un degré et décroche le titre mondial sur 50 mètres brasse, la médaille d’argent sur 100 mètres brasse et la médaille de bronze au 50 mètres papillon. Elle termine au pied du podium de l’épreuve reine, le 1 000 mètres nage libre.
Le samedi 11 mai 2019, Marion Joffle est présente lors de la Trace Nocturne à Trouville-sur-Mer en qualité de marraine de l’association Hell’eau la Vie, née pour l’aider à réaliser son rêve et se mobiliser pour offrir un don à l’institut Curie en faveur des enfants du service dans lequel elle a été suivie durant une dizaine d’années. Marion récupère ainsi des fonds grâce à différents challenges, parmi lesquels celui prévu pour 2020 qui consistera à traverser la Manche à la nage. Pendant que les 300 concurrents participent à la Trace Nocturne aux alentours de 22h00, elle s’est prêtée au jeu d’un “bain de minuit” avant l’heure, en maillot de bain, histoire de maintenir sa condition physique dans une eau relativement chaude pour elle, puisqu'elle approchait les 15°C.
Lors des championnats du monde 2020 en Slovénie, Marion Joffle remporte deux médailles d'or, avec à la clé un record du monde absolu sur 50 mètres brasse (37’’24), .
Du 4 au 6 février 2022, la nageuse licenciée à l'Entente nautique caennaise remporte cinq titres de championne du monde de nage en eau glacée à Glogow en Pologne. Au cours de ces trois jours, elle brille dans une eau glaciale proche de zéro degré et remporte les titres mondiaux sur 500 et 1 000 mètres nage libre, 50 mètres brasse, 100 mètres brasse toutes catégories et 50 mètres papillon. Elle réussit même à décrocher le record du monde du 100 mètres brasse en eau glacée avec un temps  d'1 minute et 24 secondes.

### L'«Ice Mile» dans le grand nord
Début mai de la même année, la jeune Normande tente de couvrir les 1 609 mètres de l’« Ice Mile », le Mille nautique dans les eaux à -1 degré de l’Arctique, le Graal de la nage hivernale. En maillot de bain au cœur d’un paradis blanc, elle s'attaque à un rêve qu'elle a depuis des années, et ce malgré quelques semaines alitées durant l'hiver à cause d’une infection bactérienne à l'estomac qui a provoqué une insuffisance rénale. Au cours de ce fâcheux incident de santé, elle ne mange rien. La reprise est difficile car elle a perdu beaucoup de poids. Du gras, bien utile pour nager en eau froide, la Caennaise n'en a donc pas vraiment à revendre, ayant perdu de la masse graisseuse et surtout du muscle. Mais cela n'altère guère sa motivation. Elle revient progressivement à son poids de forme, tout en s'offrant des passages de plus en plus longs dans l'eau froide.
Après une escale à Oslo, son avion atterrit à Longyearbyen, sur la piste de l'aéroport du Svalbard, l'archipel norvégien situé près du Pôle Nord. Longyearbyen est la ville la plus au nord du monde où 2 000 habitants cohabitent avec les rennes sauvages, se déplacent en motoneige ou bien en traîneaux tirés par des chiens. La Normande est accompagnée d'une dizaine de nageurs spécialisés. Elle est la seule Française. Avant de tenter le “Mile”, Marion Joffle effectue un test afin de prendre ses marques et de se mesurer à ces eaux nordiques. Cet essai se révèle être un peu compliqué. Initialement, les athlètes devaient nager à côté d’un glacier. Ils prennent la mer vers 9h30, mais après 2/3 heures de navigation, ils se rendent compte qu’ils ne peuvent pas nager car l’eau est proche des -2 degrés et surtout que c’est le terrain de chasse des morses. Le danger est trop important. Les nageurs de l’extrême finissent par s’immerger à leur retour au port vers 18 heures. Marion Joffle couvre à peine 200 mètres. Un court moment hors du temps qui lui permet cependant de prendre confiance pour la suite. C’est la première fois qu'elle nage dans une eau négative. Elle a déjà nagé dans une eau à seulement un degré lors des championnats du monde à Mourmansk en 2019, mais en plongeant dans l’eau norvégienne, elle ressent immédiatement la différence car trois degrés d’écart cela fait beaucoup. Le froid mord encore plus. Le plus difficile à supporter n’est pas l’eau mais l’air extérieur qui est vraiment glacial. L’eau qui reste sur les bras et les mains à la sortie des flots gèle plus rapidement la peau. Marion Joffle a également l’impression que ses doigts gonflent et s’alourdissent mais ce n'est toujours pas suffisant pour lui faire regretter sa venue en Arctique. Deux jours plus tard, dans l'excitation du moment, elle ne ressent ni peur ni regrets. Seulement vêtue d'un maillot de bain, de lunettes et d'un bonnet aux couleurs de son club de Caen, elle attend son tour dans une chambre chauffée, entourée des autres aventuriers. Son départ est prévu à 13 heures mais les deux nageurs de la série précédente mettent plus longtemps que prévu à effectuer leur tentative ce qui provoque le décalage de son départ. Une attente un peu trop longue qui induit un choc thermique peu recommandé quand elle sort enfin. La pression monte finalement quand elle voit les deux premiers nageurs sortir de l’eau. Ils ont le regard dans le vide et ne parlent plus. Ils doivent même être soutenus. Bien que ce soient deux hommes bien portants, leur souffrance est visible, ce qui inquiète un peu Marion Joffle. Elle vient tout juste de revenir à son poids de forme après une infection bactérienne. Or, dans cette discipline, chaque kilogramme de graisse ou de muscle compte. Qu’importe, elle sait que sa force est sa vitesse, ce qui lui permet de rester moins longtemps dans l’eau. Dans beaucoup de disciplines sportives, chaque seconde compte. Ici, elles sont vitales car le temps passé dans l’eau affecte le corps entier. Plus les nageurs sont immergés, plus leur vie est en danger. Au départ, elle plonge sagement. Puis cinq longues secondes s’écoulent avant que son départ soit enfin donné. La nageuse qui part à ses côtés n’est pas prête. Concentrée mais statique, Marion Joffle attend son heure, avant de s ‘élancer. Le début de sa course se passe bien. Elle essaie de nager le plus calmement possible sans être trop lente. Après trois tours, elle garde une cadence impressionnante malgré la température négative. Elle a de bonnes sensations et ressent même la chaleur des rayons du soleil, avec le sourire aux lèvres pour montrer à son assistant que tout va bien. Elle supporte bien en effet de ne plus sentir ses mains et ses pieds. Mais passé le premier kilomètre, la Française ressent une fatigue soudaine et commence à perdre en lucidité tandis que sa nage ralentit. Ses notions de temps et d’espace ralentissent également. Elle commence hélas à nager sous l’eau et plus vraiment à la surface. Elle n’arrive plus tout à fait à savoir ce qu'elle est en train de faire tout en ayant conscience d’avaler de l’eau. Après 1 550 mètres, elle n’arrive plus à dissocier l’air de l’eau et cela fait déjà plus d’une demi-heure qu’elle lutte dans les eaux norvégiennes. Il ne lui reste que 50 mètres pour boucler son défi lorsque de l’eau commence à entrer dans ses poumons. Son équipe rapprochée plonge alors pour la secourir. Tant pis pour le Mile. Ils transportent Marion Joffle en urgence dans la chambre chaude car elle est déjà en hypothermie sévère avec une température corporelle à 30-33 degrés. Ils la sèchent et la massent pour réchauffer son corps pendant plus de deux heures au cour desquelles elle frôle l’inconscience. La Normande ne sait plus trop où elle est, et se met à parler en anglais. Elle prend l’organisateur pour sa mère et le prend dans ses bras en lui disant : « Mother, mother, mother, I love you ! ». Il lui faudra ainsi deux bonnes heures pour revenir à elle. Tout le reste de la journée, elle tousse pour évacuer l’eau restant dans ses poumons. Le lendemain, elle est clouée au lit avec de la fièvre. Rien de grave car elle est sauvée et n'aura aucune séquelles malgré un engourdissement dans les avant-bras et les mains pendant quelques jours après la course. Quand elle demande enfin le résultat et qu'on lui annonce qu'elle a échoué si près du but, elle ressent une pointe de déception, mais pas de regret. Elle garde une grande satisfaction et le plaisir qu'elle a eu à se baigner dans cette eau, un moment exceptionnel et une victoire sur elle-même. Le lendemain de son formidable défi, la jeune femme s'offre une sortie en traîneau à chiens.

### Traversée de la Manche à la nage
À son retour en France, avant de s'octroyer une semaine de repos puis d’attaquer une nouvelle saison, avec notamment un 33 km en rivière et un 20 km dans l'optique de se préparer à son défi suivant, la traversé de la Manche fin août 2022, Marion Joffle doit subir une série d'examens médicaux : électrocardiogramme, bilan des masses corporelles et épreuve d'effort. Un “check-up” complet qu’exige sa discipline, et surtout nécessaire car elle a beaucoup puisé dans ses réserves lors de cette épreuve arctique. Cela permet de voir aussi s’il y a des carences quelque part. Ce suivi médical est vital dans une discipline aussi engagée que la natation hivernale en eau glacée. Par la suite, Marion Joffle n’a pu s’empêcher d’aller nager pour se rassurer et parcourir 1 700 mètres pour se dire qu'elle a fait plus de 1 609 mètres. 
À l’été 2022, Marion Joffle s’entraîne à Hermanville-sur-Mer pendant plusieurs semaines pour son grand défi, la traversée de la Manche à la nage, au cours desquelles elle parcourt 50 à 60 km hebdomadaires, avec des grosses charges en bassin, une sortie de 33 km en rivière, un test d’effort de six heures et 19 km en mer : « de petites expériences pour avoir un gros kilométrage dans les bras », commente-t-elle.

« Si le mental est là, le physique peut suivre. L’Ice-mile m’a rendue plus forte. Ça m’a été bénéfique. Je suis du genre à prendre la vie en positif, donc ça peut le faire. »

— Marion Joffle à propos de sa traversée de la Manche à la nage.
Le dimanche 21 août 2022, après cinq années de préparation, Marion Joffle s'élance enfin et réussi sa fameuse traversée. Elle devait partir d’une plage située entre Folkestone et Douvres en Angleterre, mais c’est depuis les eaux du port de Douvres qu’elle s’élance finalement, tôt dans la matinée. Elle traverse le bras de mer en 9 heures et 22 minutes pour atteindre les côtes françaises au Cap Gris-Nez sur la Côte d’Opale près de Wissant dans le Pas-de-Calais, peu avant 17 h, en battant de 20 minutes le précédent record féminin à seulement 23 ans. Celui-ci était détenu par la Nordiste Marion Hans et datait de 1994. La jeune Normande a pu réalisé cette performance avec quelques pauses ravitaillement mais sans pouvoir agripper le bateau qui l’accompagnait. Elle a eu la chance aussi de ne pas dériver jusqu’au cap Blanc Nez avec les courants car cela eut pour conséquence d’augmenter la distance de 35 km à 70 km, de dix heures à bien plus. Dès sa sortie de l’eau, elle enlace sa mère qui l’attend sur les rochers près du bord. Marion Joffle, ambassadrice de l’association Les bagouz’ à Manon, s’est lancée dans cet exploit afin de récolter des fonds pour l’Institut Curie qui lutte contre les cancers pédiatriques, avec une cagnotte Leetchi mise en ligne. Elle tire sa motivation du cancer qu'elle a elle-même contracté durant son enfance, et qu'elle a réussi à vaincre au prix de l'amputation d'un doigt. Initialement, elle devait faire cette traversée le 8 septembre 2020 mais avec l’annonce de la quatorzaine en Angleterre à cause de la pandémie de Covid-19, elle et son équipe ont dû reporter le projet. De plus, ce périple a dû se faire des rives de l'Angleterre vers l'Hexagone puisqu'il est interdit de la réaliser depuis les côtes françaises pour des raisons administratives. Cela a induit le recours aux services d’un bateau anglais, plus onéreux. Pour finir cette aventure sur une note ubuesque, Marion doit repartir dans la foulée en Angleterre par bateau, parce qu’elle a traversé la Manche à la nage ; elle n’a donc pas traversé la mer légalement, avec un passeport. Elle est donc obligée de repartir pour ensuite reprendre le ferry et revenir revoir sa Normandie. 

### Études et entraînements
En plus de ses vingt heures d’entraînement hebdomadaires, elle s’immerge pendant 10 à 15 minutes, deux fois par semaine, dans un bac à eau froide (de 2 et 6 °C) rempli de glaçons et installé par son club au bord de la piscine de Caen, afin d'acclimater son corps. Régulièrement, elle s’octroie aussi quelques longueurs, à l'aube, dans le lac de Pont-l’Évêque dans le Calvados.

« L’eau froide a beaucoup de bienfaits sur la santé mentale, cela nous donne une sorte de dopamine. J’étais très heureuse après l’Arctique, parfois un peu trop. »

— Marion Joffle, à propos de sa passion pour l’« Ice Swimming »
Marion Joffle est heureuse de faire partie de la famille du “ice swimming” que la Fédération internationale de natation aimerait voir devenir discipline olympique aux jeux d’hiver. La Normande, qui était jusque-là la seule française à avoir bouclé 20 longueurs de 50 mètres en eau froide, a été rejointe dans le giron de la nage hivernale par quatre autres nageuses hexagonales : Valérie Giros (Club des Vikings de Rouen), Marine Ribot (Paris aquatique), Lætitia Clabe et Joelle Brette (Aqualove sauvetage Montpellier). 
Par ailleurs, Marion Joffle est également étudiante en sports (Staps en éducation motricité) ainsi que maître-nageuse vacataire au stade nautique de Caen où elle s'entraine. Elle passe le plus clair de son temps dans l’eau ou à la piscine à l’Entente Nautique de Caen, mais ne vit pas de son sport qui est une vraie passion pour elle, ce qui lui demande énormément de sacrifices. Dès qu'elle le peut, elle va également sur les marchés pour sensibiliser les gens à ses projets car elle n’a de cesse de se poser des défis, soutenue par la Conseil départemental du Calvados,.

### Un «Ice Mile» sur chaque continent
Le lundi 23 janvier 2023, Marion Joffle nage 1,6 km dans les eaux glacées du lac Tislit au Maroc. La nageuse normande boucle ainsi la première étape de son défi de nager un « Ice Mile » sur chacun des sept continents du globe : l’Afrique, l’Asie, l’Amérique, l’Océanie, l’Europe, l’Arctique et l’Antarctique. Dès potron-minet, à plus de 2200 m d'altitude, dans l’eau à 4,5°C du Lac Tislit, elle boucle son parcours d’1,6 km en 27’41” et établit un nouveau record de France. Le plus difficile pour elle lors de cette épreuve, c'est la respiration car elle n'a pas l'habitude de l'altitude. Les virages sont également compliqués à négocier parce qu'il s'agit d'un parcours de 100 m entre deux bouées. 

« C'était magique, le cadre était incroyable ! Quand on a commencé, il y avait du brouillard, on ne voyait pas du tout devant nous, et puis d'un coup le soleil s'est levé et le cadre est devenu magnifique. »

— Marion Joffle, à propos de la première étape de son défi au Lac Tislit au Maroc.
Le 6 octobre 2023, Marion Joffle signe son premier mile (1 609 mètres) en eau glacée sur le continent asiatique, sur les bords du Lac Khövsgöl en Mongolie, le plus profond et le deuxième plus grand du pays. Bien qu’elle réussit à parcourir la distance, sa performance ne peut cependant pas être homologuée car l’eau est alors trop chaude. Le thermomètre indique une eau à 8°C tandis que la règlementation, de l’Association internationale de natation sur glace (International Ice Swimming Association) qui régit les compétitions, exige une température maximale à 5°C.
Le 8 février 2024, Marion Joffle atterrit à Ushuaia en Terre de Feu en Argentine, à l'issue un voyage d'une trentaine d'heures depuis Caen. Après plusieurs semaines consacrées à la recherche de partenariats et la signature d'un contrat de trois ans avec Saint-James, c'est un nouveau départ pour la nageuse de l'extrême car l’année 2023 a été marquée par une dépression causée par la séparation d'avec son entraîneur et le décès de son grand-père.
Le 17 février 2024, Marion Joffle ajoute un nouvel exploit à son tableau de chasse. La nageuse de l'extrême traverse le Canal Beagle, le détroit long de 240 km, situé à la pointe sud du continent américain. Ce jour-là, la Normande traverse ce détroit qui sépare le Chili et l'Argentine, à l'endroit où sa largeur est la plus petite, c'est-à-dire 1,5 km. Elle parcourt ainsi à la nage, en compagnie de dix autres nageurs, la distance, en réalité 1,7 km, dans une eau à 8° en 32 minutes et 30 secondes. La jeune Caennaise raconte « 8.9° au bord, un petit 8° au milieu. Nous avons l'obligation de nager en groupe pour assurer la sécurité. Le soleil était déjà bien haut et les rayons se reflétaient sur l'eau. Tout était beau, les montagnes, le soleil, l'eau, le ciel. Nous nous sommes arrêtés quelques fois afin de s'attendre, ce fut par moments difficile de rester en statique pour ensuite repartir, mais c'était encore plus beau de nager les uns à côté des autres, tous unis. » À cette occasion, elle réalise son rêve de nager avec des manchots, distants de cinq mètres environ. Après leur arrivée sur le rivage argentin, les nageurs intrépides sont retourné voir les manchots ainsi que les cormorans et les lions de mer.
Le 28 février 2024, Marion Joffle profite de sa présence aux abords du Cap Horn dans les Cinquantièmes hurlants pour aller en Antarctique afin de valider une nage d'un kilomètre dans les eaux polaires. Elle effectue un effort de 15 minutes et 42 secondes dans une eau à un petit degré pour compléter son palmarès et atteindre la catégorie « Both Polar Ice Swimmer », après avoir relevé le défi de parcourir la même distance en Arctique par une température de l’eau à -1 degré sans combinaison. La Calvadosienne âgée de 25 ans devient ainsi la seule française à avoir nagé dans les eaux polaires nord et sud.

### Tour de l'île de Maui à Hawaï
Le 30 mai 2024 à 18h55, Marion Joffle participe au relais de la flamme olympique à Caen, au niveau du 6 Place de la Résistance, avec le numéro E89. Le 5 juillet 2024, elle s'envole pour Hawaï dans le but de faire le tour à la nage de l’île de Maui du 7 au 27 juillet, et ainsi sensibiliser à la protection des océans (mais aussi en l'honneur de Duke Kahanamoku, l'Original Waterman) avec 215,6 kilomètres en 10 jours au programme. En compagnie des autres nageurs de l’expédition Epic Swim Maui, elle parcoure environ 20 kilomètres quotidiennement. La jeune femme de 25 ans se dit alors heureuse de participer à cette aventure avec des légendes de la natation de l’extrême,,. Le 29 juillet suivant, elle prend la direction de l'Argentine pour y nager 1,6 kilomètre en eau glacée. Puis, entre le 12 et 18 août 2024, elle participe dans ce même pays à la coupe du monde de Winter Swimming à El Calafate.

### Compétition et récolte de médailles
Du 13 au 19 janvier 2025, Marion Joffle participe aux Championnats du Monde d’Ice Swimming à Molveno en Italie au cours desquels les organisateurs doivent briser la glace qui se forme chaque jour à la surface de la piscine. La Normande se fait remarquer car elle termine la compétition en ajoutant huit médailles à son palmarès. Parmi celles-ci, Marion Joffle décroche une médaille d’argent sur 50 mètres papillon, toutes catégories d’âge confondues. Elle est également vice-championne du monde des 25-29 ans sur 1 000 m nage libre, et 100 m papillon. Mais surtout, elle est désormais triple championne du monde de sa catégorie sur 500 m nage libre, 50 m brasse et 50 m papillon. Elle a de plus ramené deux médailles de bronze par équipe en 4x50 m nage libre et 4x250 m nage libre.

## La lutte contre le cancer, source de sa motivation

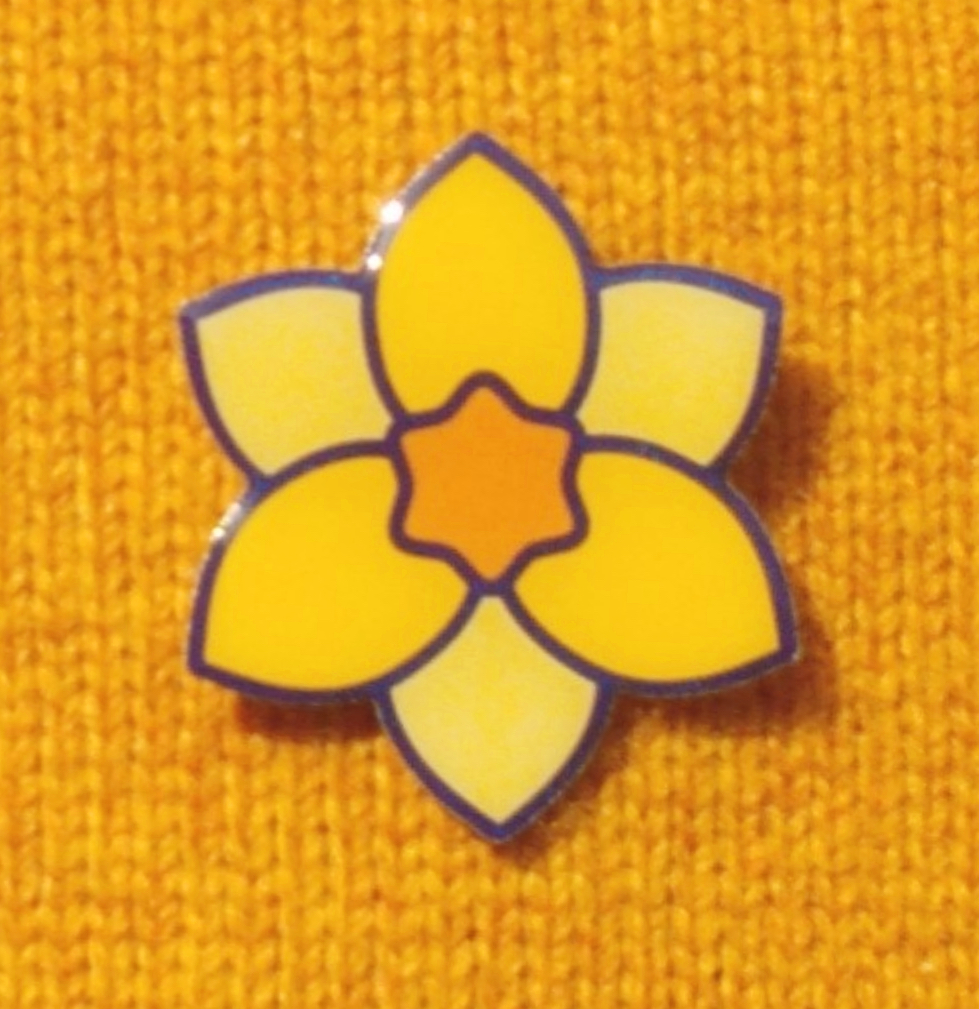
Campagne annuelle nationale « Une Jonquille Contre le Cancer » organisée par l’Institut Curie.

Le cancer que Marion Joffle a eu pendant son enfance a été déterminant dans tous les défis qu'elle s'est ensuite lancés. Mais ce n'est pas la maladie qui a fait son choix pour la natation car elle aurais plongé de toute façon. Petite, elle accepte facilement cette maladie car à 6 ans elle ne se rend pas bien compte de la gravité. L'élément déclencheur pour Marion Joffle, est de voir les autres enfants sous traitement chimiothérapique ou amputés. De son côté, elle perd un doigt, le majeur droit, puis est suivie de près pendant plus d'une dizaine d'années car son sarcome épithélioïde, ou cancer des tissus mous, est une maladie orpheline à fort risque de récidive. Mais c'est l’image des autres enfants qui la pousse à se dépasser tous les jours. C'est lorsqu'elle accepte sa différence qu'elle commence à réaliser des projets un peu fous comme le 25 km de nage en eau libre alors qu'elle vient à peine de finir sa rémission.
Rapidement, elle associe ses défis à l’Institut Curie pour lequel elle se bat, comme par exemple la traverser la Manche à la nage, née de son combat pour la vie et contre le cancer. Sans cette maladie, Marion Joffle aurait eu un parcours de nageuse classique, beaucoup moins singulière. La maladie lui a donné envie de se dépasser et de voir jusqu’où elle pouvait aller. Nager en eau froide lui a permis de tester ses limites et de vivre de nouvelles émotions en milieu aquatique.

## Distinctions et soutiens
- En 2016, Marion Joffle est récompensée au titre des Podiums & Trophées du Calvados
- En 2017, elle est désignée Coup Cœur sportif du département du Calvados
- À partir de 2019, elle est soutenue au titre du dispositif Jeunesse du département du Calvados[11].

## Vidéographie
- La nageuse normande Marion Joffle dans les eaux glacées de l'Arctique
- Marion Joffle, la reine des eaux glacées
- Ice Swimming avec Marion Joffle
- Ice Swimming avec Marion Joffle - La nage en eau froide
- Marion Joffle termine sa traversée de la Manche à la nage en 9 heures 22 minutes